# Демьянов, Виктор Митрофанович
Виктор Митрофанович Демьянов (1923—1986) — советский учёный-медик, травматолог-ортопед, организатор здравоохранения и медицинской науки, доктор медицинских наук (1964), профессор (1966), полковник медицинской службы (1962). Заслуженный деятель науки РСФСР (1983). Директор Ленинградского детского ортопедического института имени Г. И. Турнера (1976—1977) и Ленинградского НИИ травматологии и ортопедии имени Р. Р. Вредена (1978—1986).

## Биография
Родился 17 июля 1923 года в Царицыне.
С 1941 по 1946 годы проходил обучение в Военно-медицинской академии имени С. М. Кирова, которую окончил с золотой медалью. С 1947 по 1953 год обучался в адъюнктуре этой академии.
С 1953 года на педагогической работе на кафедре и клинике военной травматологии и ортопедии ВМА имени С. М. Кирова работал в должностях: старший ординатор, преподаватель, с 1958 года — доцент, с 1966 года — старший преподаватель и профессор, с 1969 по 1976 год — заместитель начальника кафедры военной травматологии и ортопедии. 
С 1976 по 1977 года — директор Ленинградского детского ортопедического НИИ имени Г. И. Турнера. С 1978 по 1986 год — директор Ленинградского НИИ травматологии и ортопедии имени Р. Р. Вредена. Одновременно с 1978 года являлся внештатным главным травматологом Министерства здравоохранения СССР.

### Достижения в области травматологии
Основная научно-педагогическая деятельность В. М. Демьянова была связана с вопросами в области травматологии,  сочетанных травм конечностей, повреждений и заболеваний коленных суставов. В. М. Демьяновым были разработаны аппарат для репозиции переломов костей предплечья и различные фиксаторы для чрескостного и внутреннего  остеосинтеза. Также учёный внёс вклад в разработку проблем лечения коксартроза, прочного остеосинтеза, повреждений кисти и эндопротезирования тазобедренного сустава. 
В 1953 году В. М. Демьянов защитил диссертацию на соискание учёной степени кандидат медицинских наук по теме: «Надмыщелковая остеотомия бедра», в 1961 году — доктор медицинских наук по теме: «Консервативное и оперативное лечение больных с переломами шейки бедра и вертельной области». В 1958 году В. М. Демьянову было присвоено учёное звание доцент, в 1966 году учёное звание профессора. В. М. Демьянов являлся автором более двести пятидесяти научных работ, в том числе нескольких монографий таких как: «Надмыщелковая остеотомия бедра» (1953) и «Некоторые особенности течения инфицированных переломов костей при поражении проникающей радиацией» (1958), а так же нескольких изобретений. 24 октября 1983 года за заслуги в области научно-педагогической деятельности Указом Президиума Верховного Совета РСФСР ему было присвоено почётное звание Заслуженный деятель науки РСФСР.
Скончался 31 июня 1986 году в Ленинграде.

## Награды
- Орден Красной Звезды (30.12.1956)
- Медаль «За боевые заслуги» (19.11.1951)
- Медаль «За победу над Германией в Великой Отечественной войне 1941—1945 гг.»[5]
- Заслуженный деятель науки РСФСР (24.10.1983)[1]